# Поччи, Франц фон

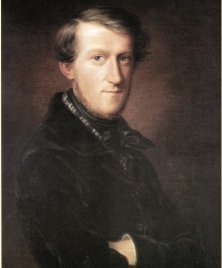
Франц фон Поччи

Франц Людвиг Эварист Александр фон Поччи (нем. Franz Ludwig Evarist Alexander Graf von Pocci; 7 марта 1807, Мюнхен — 5 июля 1876, Мюнхен) — немецкий художник, график, иллюстратор, писатель, композитор и музыкант. Граф.

## Жизнь и творчество
Ф. фон Поччи родился в аристократической семье. Его отец был итальянский граф, генерал-лейтенант баварской армии Фабрицио Эваристо де Поччи (1766—1844), обергофмейстер баварской королевы Каролины. Мать — саксонская баронесса. Франц изучал в Мюнхене юриспруденцию, в 1826 году он вступает в студенческую корпорацию Corps Isaria München. В 1830 году становится церемониймейстером баварского короля Людвига I. В 1847 году король назначает его придворным музыкальным интендантом (Hofmusikintendant), в 1864 — оберкамергером.
Поччи известен своей поддержкой основателя мюнхенского кукольного театра Йозефа Шмида. Следуя совету Поччи, Й.Шмид открывает свой театр как для детских, так и для «взрослых» представлений. Получивший от современников прозвище «граф Касперле» (по имени известнейшего персонажа немецкого театра марионеток Касперле — аналога русского Петрушки), фон Поччи пишет более 40 сценариев для кукольных спектаклей сказочного и легендарного содержания. Сотрудничал также с мюнхенской газетой Münchener Bilderbogen, для которой писал статьи и делал иллюстрации. Был автором множества рисунков и карикатур, занимался иллюстрированием художественной литературы, в особенности — сказок; создал около 600 музыкальных произведений — пьес и песен.
Главным героем кукольных пьес Ф. фон Поччи является Касперль Ларифари («ларифари» на баварском диалекте — бессмысленная болтовня, повторение неясных звуков) — фигура сложная и имеющая свои тёмные стороны. У Ларифари нет родителей, его создал некий волшебник своим колдовством в золотом яйце, которое затем высидела курица. Ларифари никогда не имел возможности воспитываться в нормальной семье, и потому вырос в мошенника, плута и эгоиста.
В честь Ф. фон Поччи в Мюнхене установлены два памятника. В Мюнхене, Ландсхуте и в Ингольштадте его именем названы улицы.

## Галерея

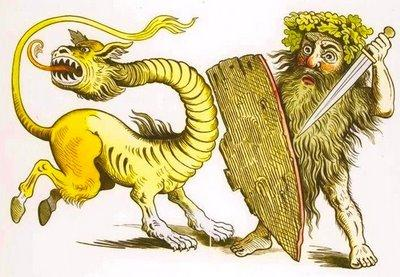
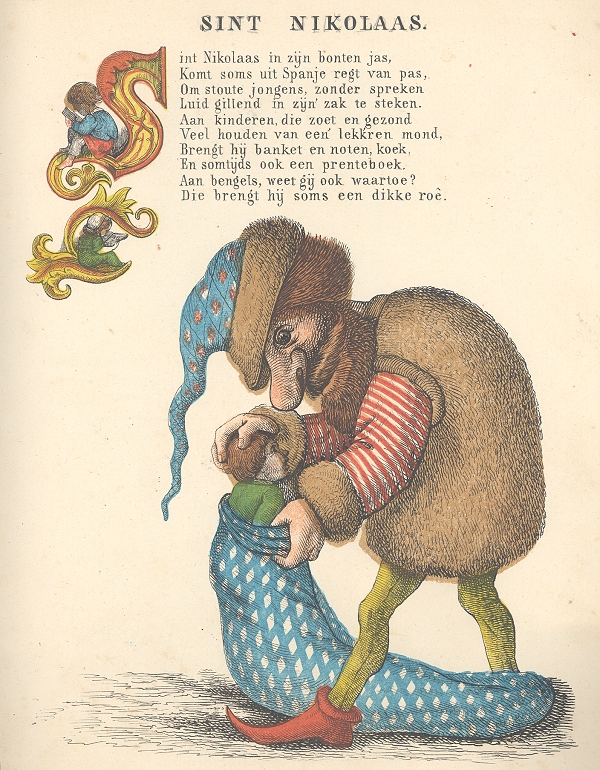
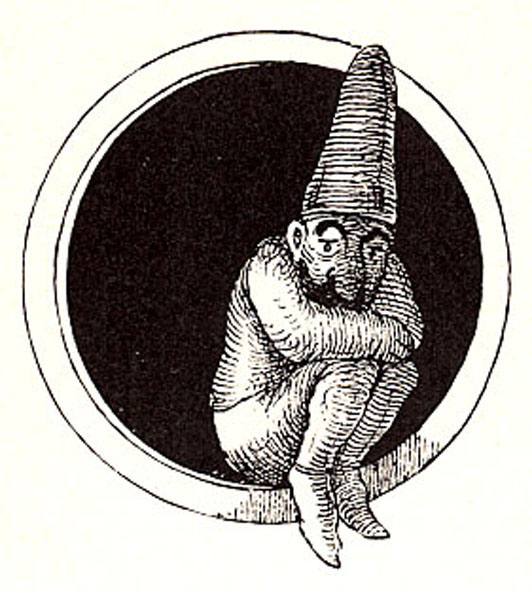
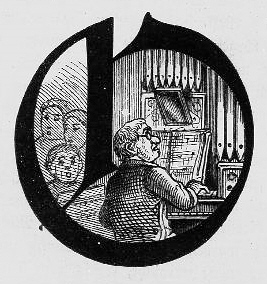
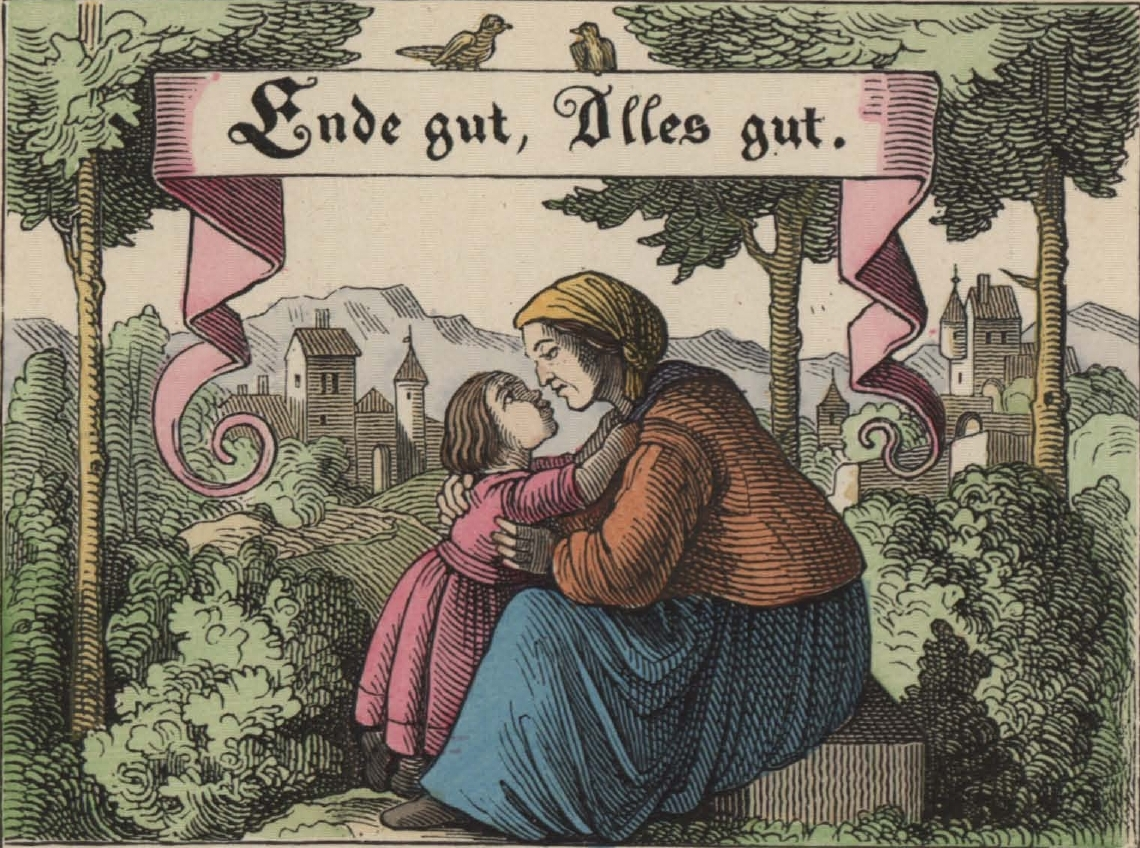
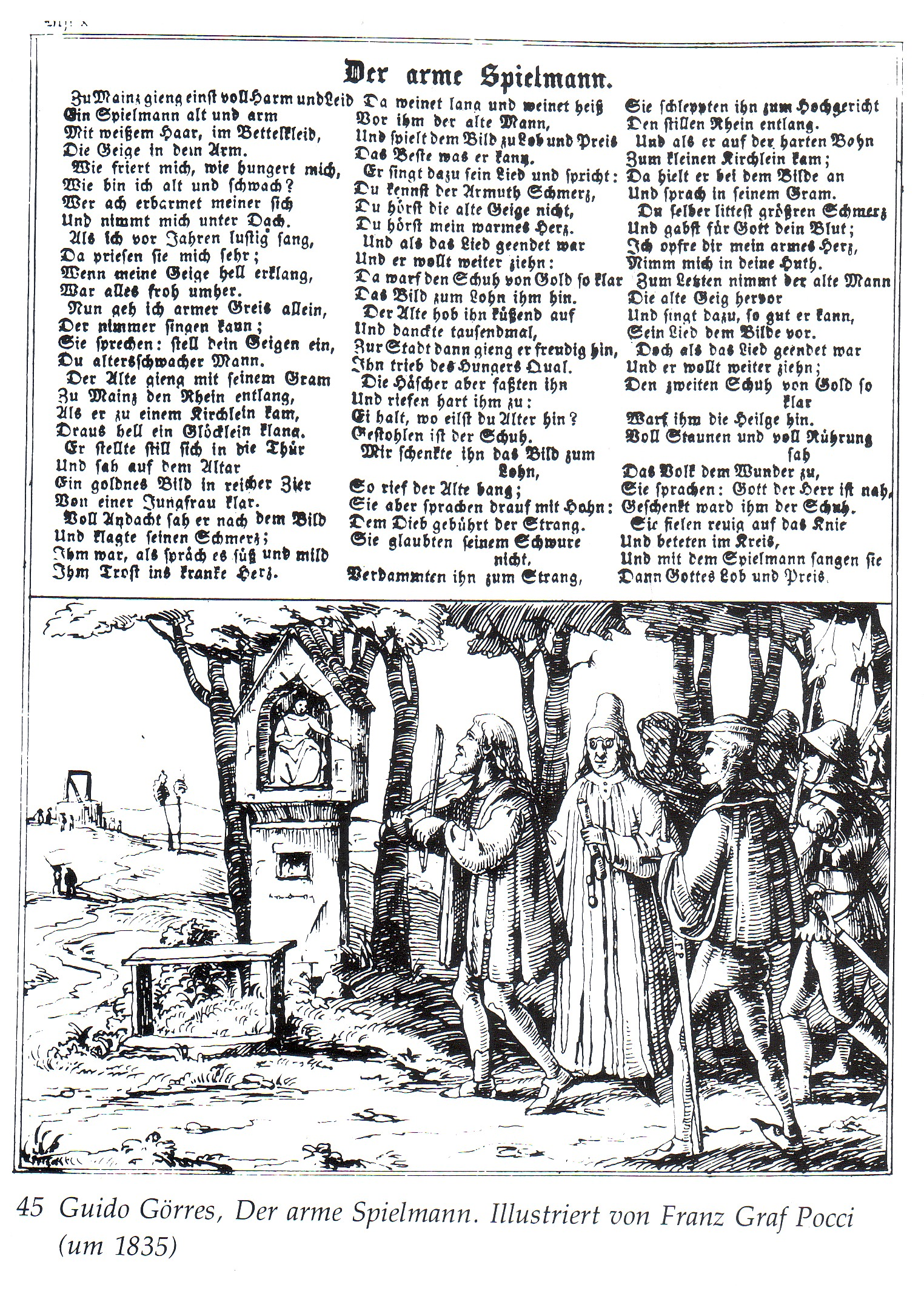